# Wir hatten gebauet ein stattliches Haus

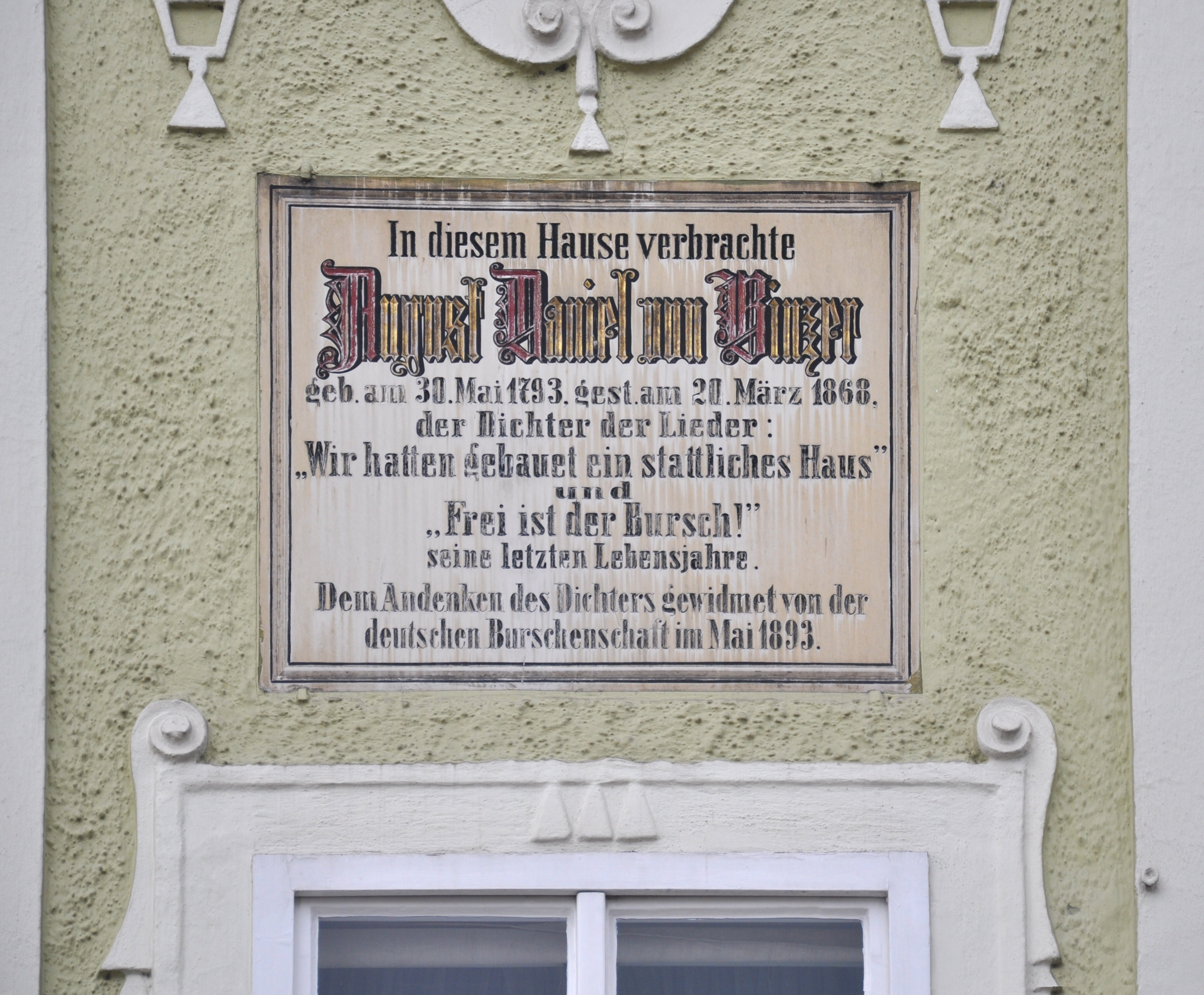
Gedenkinschrift für August Daniel von Binzer mit Bezugnahme auf Wir hatten gebauet ein stattliches Haus.

Wir hatten gebauet ein stattliches Haus ist ein 1819 entstandenes deutsches Studentenlied. Gedichtet wurde es zur Auflösung der Jenaer Urburschenschaft von August Daniel von Binzer.

## Geschichte
Das Lied wurde nach der erzwungenen Auflösung der Urburschenschaft am 27. Januar 1819 im Jenaer Gasthaus Rose von Binzer erstmals vorgetragen. Ende 1819 oder Anfang 1820 trug Binzer das Lied in das auf der Wartburg befindliche Stammbuch der Teilnehmer des Wartburgfestes von 1817 ein. Die ebenfalls notierte Melodie bezeichnete er dabei als „Thüringer Volksweise“. Der Text des Liedes wurde 1821 im Kieler Commers- und Liederbuch erstmals veröffentlicht, die Melodie vier Jahre später.
Das Lied enthält in seiner siebten Strophe die Zeilen „Das Band ist zerschnitten / War Schwarz Roth und Gold“, in der erstmals die drei Farben der Burschenschaft und späteren deutschen Farben schwarz-rot-gold schriftlich festgehalten wurden. Einige Quellen geben an, es handele sich auch um das älteste Lied, das die Farben erwähnt. Dies ist jedoch ein zwei Jahre zuvor von Binzer anlässlich des Wartburgfestes gedichtetes Lied mit der Zeile „Stoßt an! Schwarz-Rot-Gold lebe!“

## Melodie
Die „Thüringer Volksweise“, die Binzer als Herkunft der Melodie des Liedes angab, ist vor ihrer Verwendung für Wir hatten gebauet nicht belegt. Binzers Ehefrau, die Schriftstellerin Emilie von Binzer, bemerkte nach seinem Tod dazu: „Ob die Melodie von Binzer ist, weiß ich nicht zu sagen; ich habe es immer vorausgesetzt, weil sie so ganz eins mit den Worten ist; vielleicht aber hat er sie einmal von einem Handwerksburschen singen hören und nachgebildet, denn sie hat etwas ungemein Volkstümliches, Ungekünsteltes.“
Die Melodie des Liedes wurde später in einer gegenüber Binzers handschriftlich notierter Version etwas abweichenden Fassung bekannt. Bereits 1820 übernahm sie Hans Ferdinand Maßmann für sein nationales Bekenntnislied Ich hab mich ergeben. Heute ist sie auch die Melodie der Nationalhymne von Mikronesien.
In Johannes Brahms’ 1881 uraufgeführter Akademischer Festouvertüre werden kontrapunktisch Zitate der Melodie verarbeitet.

## Text

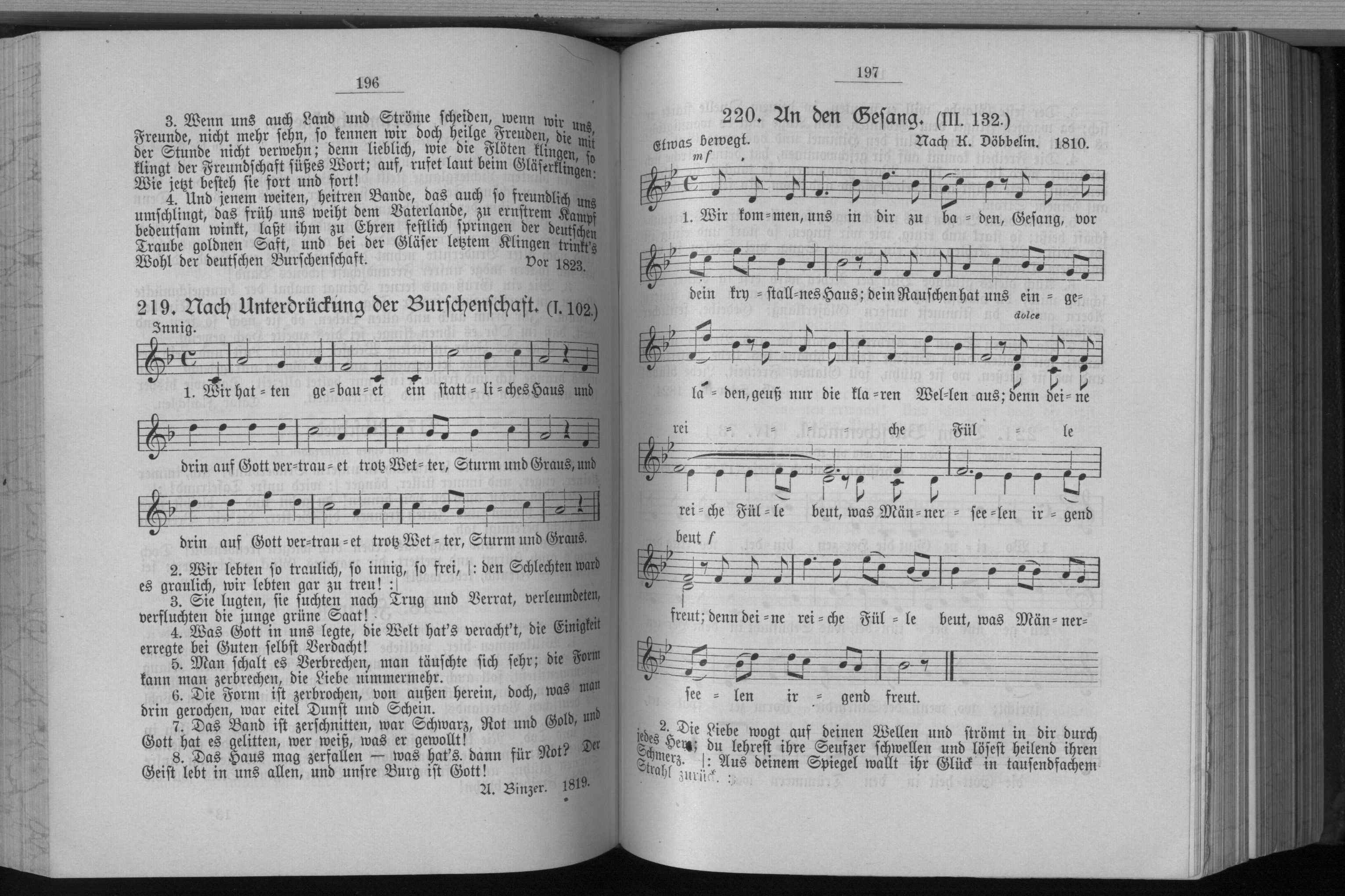
Das Lied in einem alten Kommersbuch: Nach Unterdrückung der Burschenschaft

Der Text bezieht sich auf die durch die Karlsbader Beschlüsse erzwungene Auflösung der Urburschenschaft. Diese wird als „stattliches Haus“ umschrieben, das schließlich durch Verleumdung der „Schlechten“ zerfällt.
Der mehrfache Verweis auf Gott ist vermutlich auf die stark christlich, insbesondere lutherisch, geprägte Haltung der frühen Burschenschaftsbewegung zurückzuführen. Die letzte Strophe schließt mit „… und unsere Burg ist Gott“, einem Verweis auf Martin Luthers Lied Ein feste Burg ist unser Gott, das auch zum Festakt des Wartburgfestes 1817 gesungen wurde.
Die siebte Strophe des Liedes enthält die älteste schriftlich fixierte Erwähnung der Farben Schwarz-Rot-Gold in dieser Reihenfolge. In der ältesten Aufzeichnung im Stammbuch des Wartburgfestes hatte Binzer zunächst die Reihenfolge „war Roth Schwarz und Gold“ gewählt, dies anschließend aber  korrigiert, indem er den Farben die Nummern 1 bis 3 zuwies und sie so in die heutige Reihenfolge brachte. In während des Vormärz gedruckten Ausgaben des Liedes waren die verbotenen Farben aufgrund der Zensur häufig durch Striche ersetzt, so auch beim Erstdruck mit Melodie von 1825.
| 1. Wir hatten gebauet ein stattliches Haus, und drin auf Gott vertrauet trotz Wetter, Sturm und Graus. 2. Wir lebten so traulich, so innig, so frei, den Schlechten ward es graulich, wir lebten gar zu treu. 3. Sie lugten, sie suchten nach Trug und Verrath, verleumdeten, verfluchten die junge, grüne Saat. 4. Was Gott in uns legte, die Welt hat’s veracht’t, die Einigkeit erregte bei Guten selbst Verdacht. | 5. Man schalt es Verbrechen, man täuschte sich sehr; die Form kann man zerbrechen, die Liebe nimmermehr. 6. Die Form ist zerbrochen, von außen herein, doch, was man drin gerochen war eitel Dunst und Schein. 7. Das Band ist zerschnitten, war schwarz, rot und gold, und Gott hat es gelitten, wer weiß, was er gewollt. 8. Das Haus mag zerfallen. Was hat’s dann für Noth? der Geist lebt in uns Allen, und unsre Burg ist Gott! |

## Rezeption
Nachdem August Heinrich Hoffmann von Fallersleben am 26. August 1841 das Lied der Deutschen gedichtet hatte, schrieb er am folgenden Tag zur Melodie von Wir hatten gebauet ein stattliches Haus das Gedicht Wir haben’s geschworen (Nunquam retrorsum).